# Alexandre Gourov
Pour les articles homonymes, voir Gourov.
Alexandre Ivanovitch Gourov (lieutenant-général, professeur ; en russe : Александр Иванович Гуров ; né le 17 novembre 1945 dans l'oblast de Tambov ) est un homme politique russe et anciennement détective de la police soviétique dans les années 1980 qui s'est fait un nom en enquêtant sur le crime organisé soviétique et en le commentant pour les médias.

## Biographie
De 1988 à 1991, il est à la tête de la sixième direction principale du ministère de l'intérieur de l'URSS, chargée de la lutte contre le crime organisé, la corruption et le trafic de stupéfiants. À la même époque, Literaturnaya Gazeta publie, en collaboration avec Iouri Chtchekotchikhine, son premier article sensationnel sur le crime organisé en URSS sous le titre Le Lion se prépare à sauter, suivi plus tard par « Le lion a sauté ».
En 1999, il cofonde le parti Unité, pro-gouvernemental. Depuis 1999, Gourov est membre de la Douma d'État, de ses groupes Unité et Russie unie et du Comité pour la sécurité.